# Antictenia punctunculus
Antictenia punctunculus är en fjärilsart som beskrevs av T.P.Lucas 1892. Antictenia punctunculus ingår i släktet Antictenia och familjen mätare. Inga underarter finns listade i Catalogue of Life.

## Bildgalleri

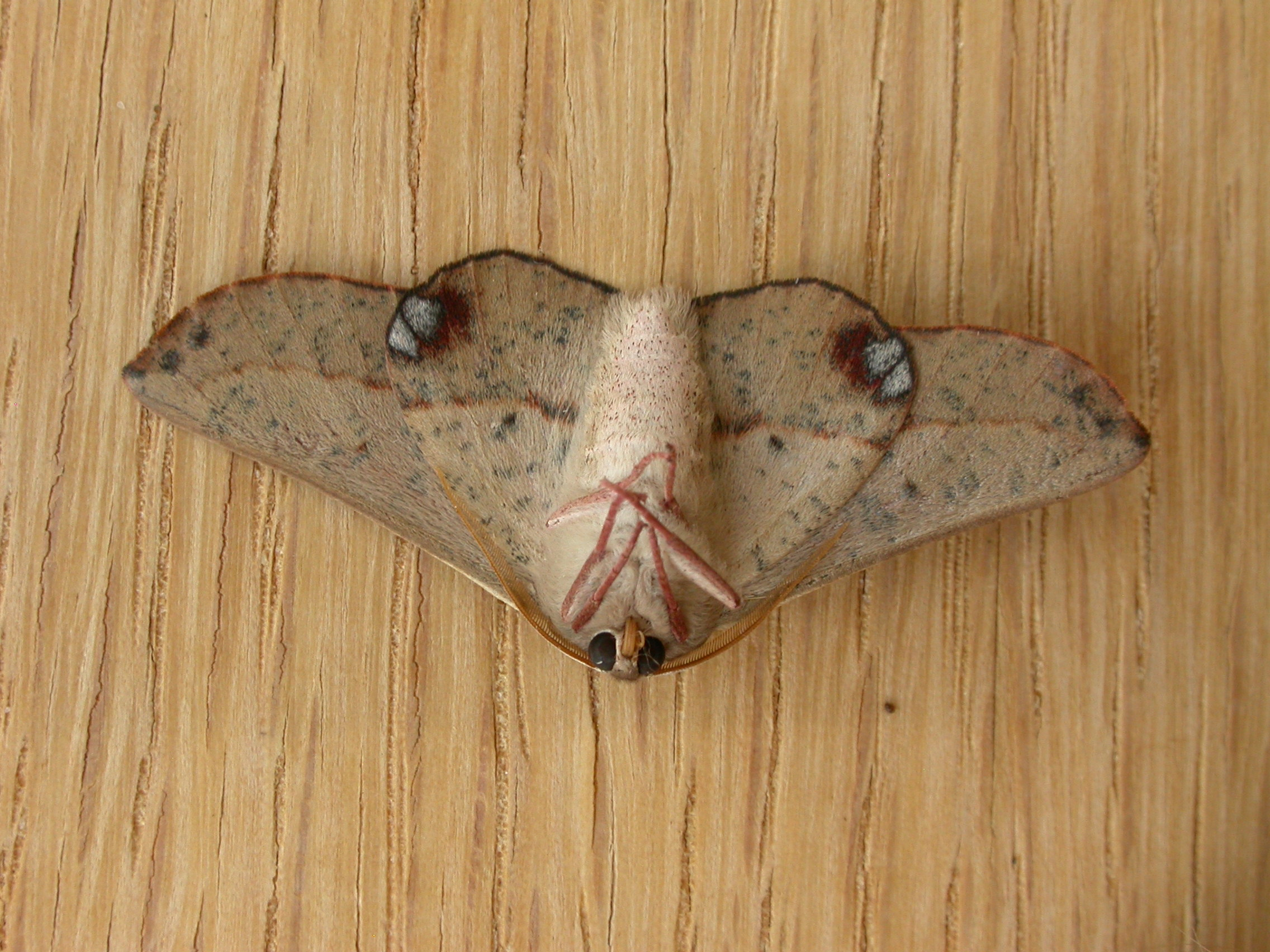
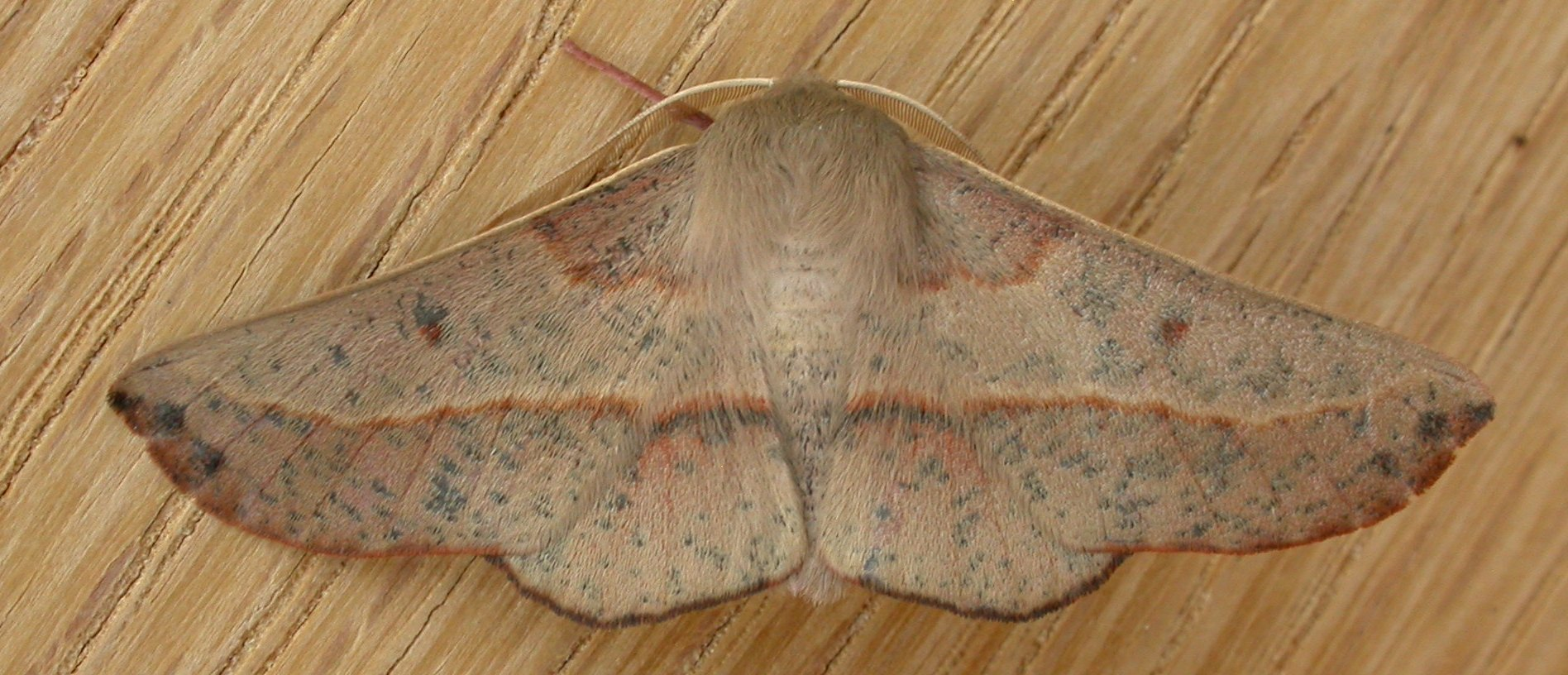
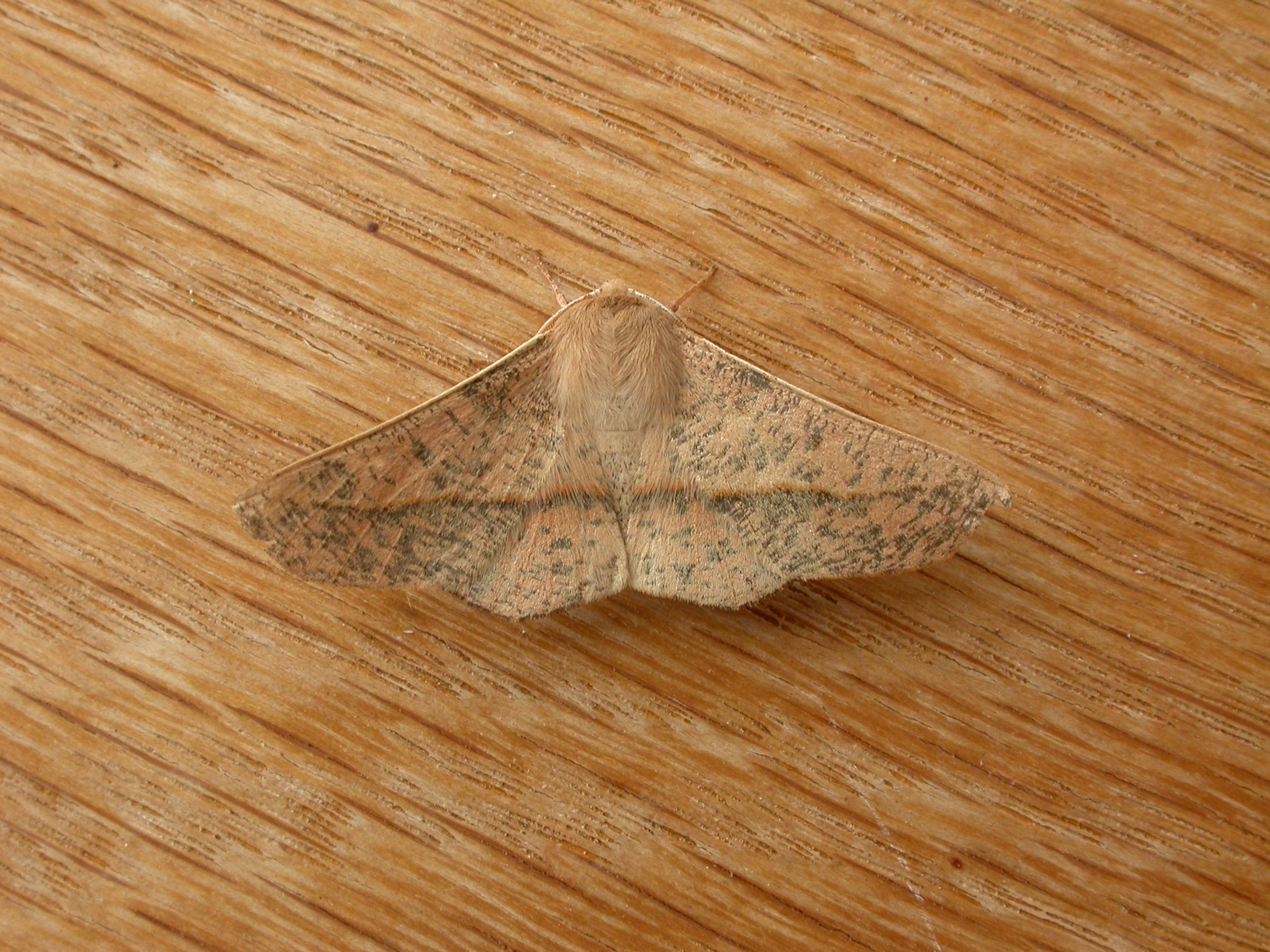
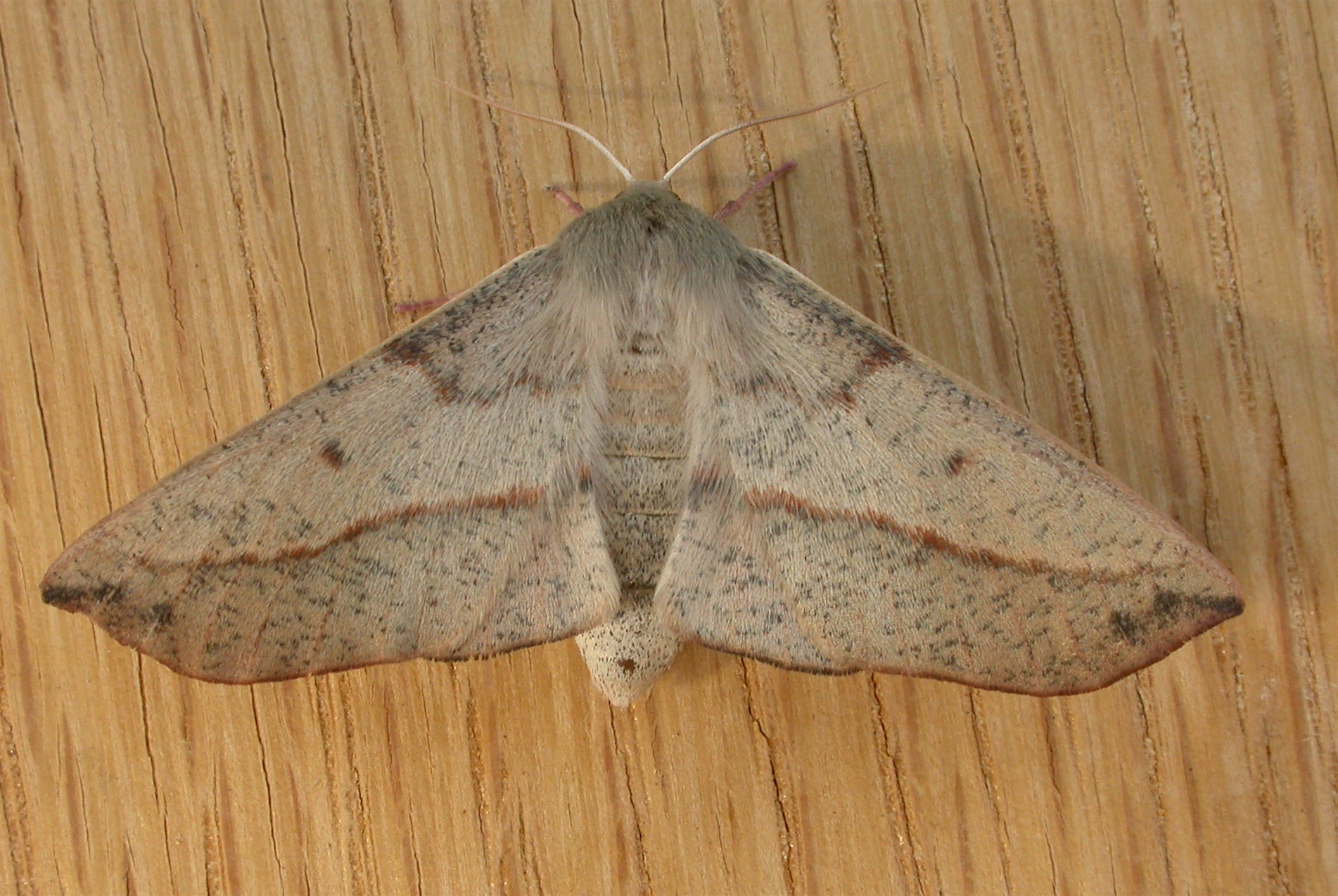